# Haus Gospertstraße 24

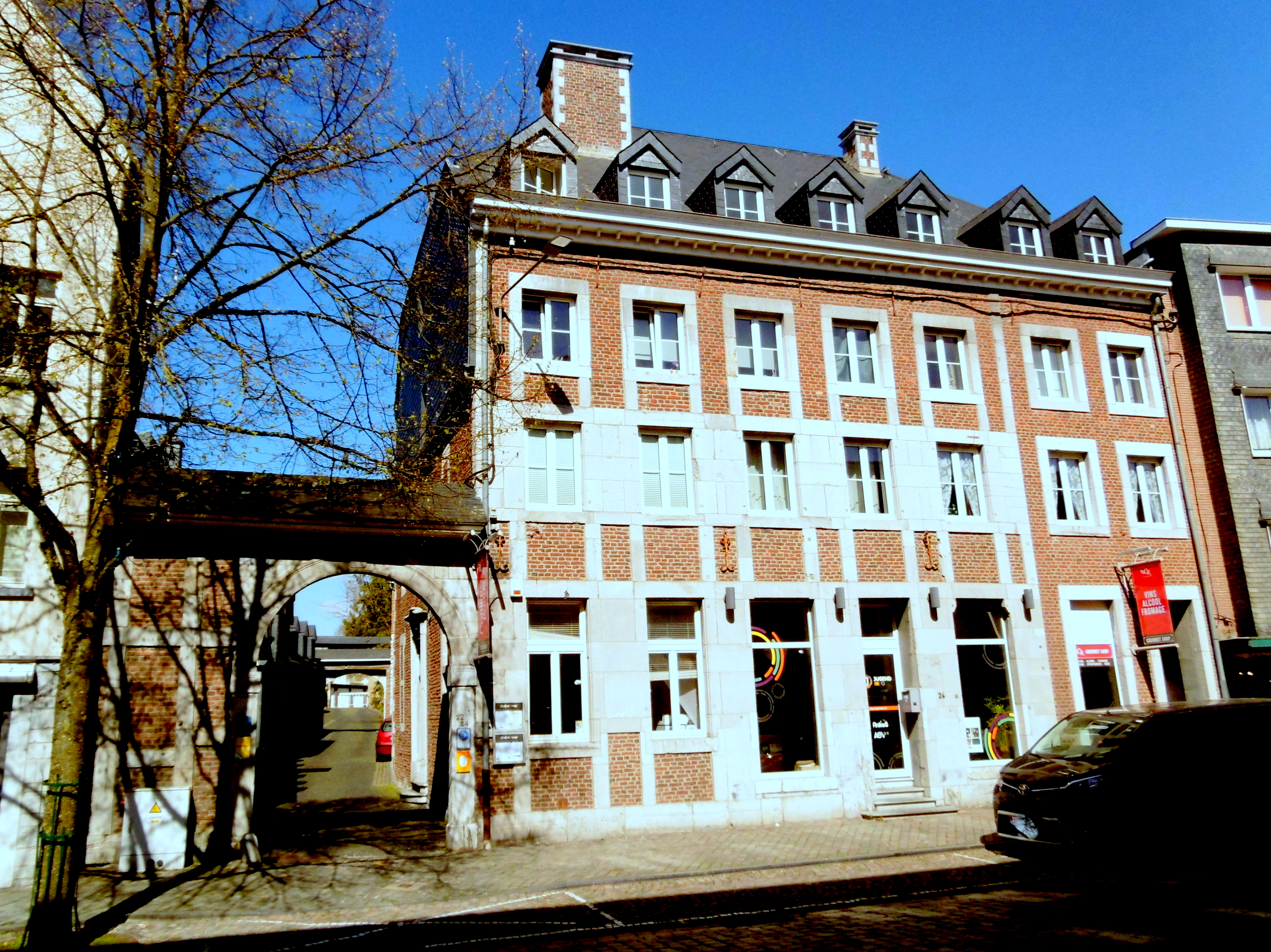
Haus Gospertstraße 24

Das Haus Gospertstraße 24 ist ein Bürgerhaus in Eupen in der Deutschsprachigen Gemeinschaft von Ostbelgien. Es wurde 1701 im Stil des Barocks erbaut und 1987 unter Denkmalschutz gestellt. 

## Geschichte
Das mehrfach veränderte und später auch vergrößerte Stadthaus gehört zu den älteren Gebäuden der Stadt Eupen und wurde durch seine wechselnden Besitzer und unterschiedlichen Verwendungen geprägt. Das Hauptgebäude geht wahrscheinlich auf den ersten bekannten Eigentümer, einen gewissen Arnold Pelzer, zurück. Dieser hatte das Haus Egidius Meven veräußert, der seinerseits um 1707 dort eine Färberei betrieb. Um das Jahr 1770 besaß der Lütticher Bürgermeister Jean-François de Harlez das Anwesen als Stadtvilla und übertrug es später der Familie des Matthias Joseph Defayay (1755–1819), die dort den Schererwinkel für ihre Tuch-, Casimir- und Circassiennenfabrik „Mostert & Defayay“ einrichtete. Anschließend gelangte die Immobilie für einige Zeit in den Besitz des Landrates Amand von Harenne, der diese dann dem Ehepaar Wilhelm Dallmann (1849–1919) und Gertrud Willems (1857–1934) verkaufte. Danach übernahm die Familie Wetten das Anwesen, bevor es schließlich zunächst von einer Bank und später zusammen mit den Nachbarhäusern Gospertstraße 22, die einst von Mostert & Defayay als Wirtschaftsgebäude mitgenutzt worden waren, von den Brüdern Steffens erworben wurde und nach umfangreichen Umbaumaßnahmen in den 1990er-Jahren als Apartment- und Geschäftshaus diente. Zuletzt stand der Gebäudekomplex Gospertstraße 24 im Jahr 2021 erneut zum Verkauf.

## Baucharakteristik

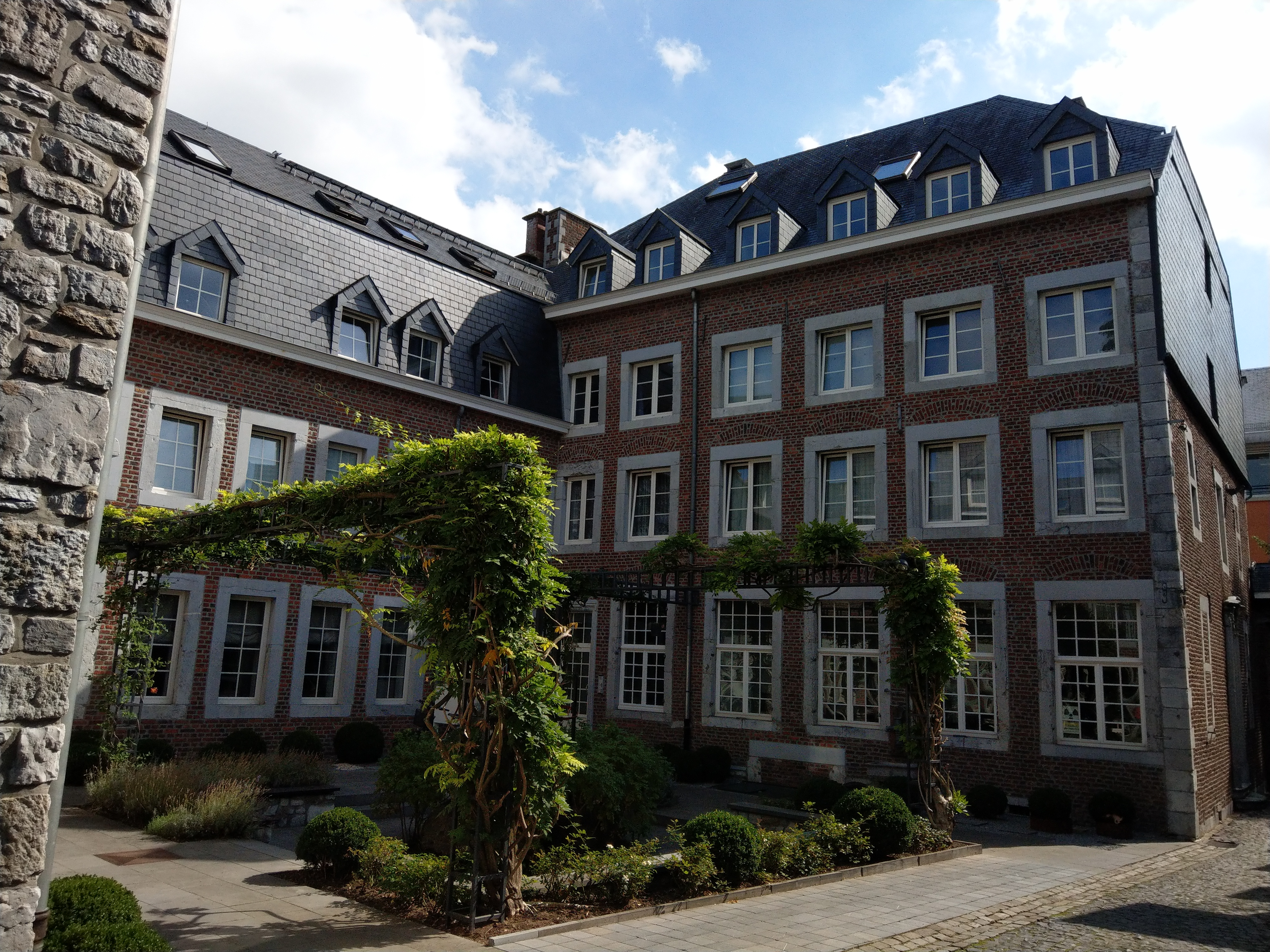
Hauptgebäude Rückseite

Bei dem heutigen Gebäudekomplex handelt es sich um eine dreiflügelige Anlage mit einem zur linken, westlichen Seite hin offenen Innenhof. An dieser Seite verläuft auch der Anliegerweg von der Gospertstraße zu mehreren benachbarten Anbauten der Gospertstraße 22 im linken und hinteren Grundstücksbereich, der eingangs und ausgangs des hier beschriebenen Gebäudekomplexes mit einer großen rundbogigen Tordurchfahrt versehen ist. Die vordere straßenseitige Hofeinfahrt zur Gospertstraße trägt auf ihrem Keilstein die Gravur „ANNO 1701“, wobei der hintere abgeflachte Torbogen aus der ersten Hälfte des 18. Jahrhunderts stammt.
Ursprünglich bestand das Anwesen aus dem zweigeschossigen fünfachsigen Hauptgebäude in Ziegelsteinbauweise entlang der Gospertstraße, das später nach rechts um zwei Achsen sowie um ein drittes Geschoss erweitert wurde. Die Trennung zwischen Altbau und Anbau ist durch ein durchgehendes Blausteinband markiert. Das Parterregeschoss ist im Sockelbereich und zwischen den Fensteröffnungen mit vielen Blausteinelementen verkleidet. Die hochrechteckigen mit Gewänden aus Blaustein ausgestatteten Fensteröffnungen wurden zum Teil vergrößert und in der vierten und siebten Achse zu Türöffnungen für die dortigen Geschäftsräume umgebaut. In den oberen Geschossen sind kleinere Rechteckfenster eingelassen, deren Gewände im Altbau nach unten hin in flachen Bändern verlängert sind, was in dem Anbau nicht der Fall ist.
Das Haus ist mit einem abgewalmten Satteldach mit Aufschieblingen bedeckt, in dem je Achse eine kleine Dachgaube mit einem Dreiecksgiebel eingebaut ist.
In der linken dreiachsigen Schmalseite des Haupthauses sind Ankereisen mit der Jahreszahl 1701 eingebaut sowie das Obergeschoss mit Eternit verkleidet. In der Mittelachse des Parterregeschosses befindet sich in Blausteingewänden eingebunden eine über drei abgerundete Blausteinstufen eingelassene Holztür aus dem dritten Viertel des 18. Jahrhunderts, deren Oberlicht mit holzgeschnitzten Rocaillemotiven verziert ist.
Die an das Haupthaus angrenzenden Flügelbauten um den dortigen Innenhof herum waren einst vermutlich Wirtschafts- oder Ateliergebäude und wurden nach mehreren Umbauphasen in Stil und Form dem Haupthaus angepasst. Sie zeigen sich als zweigeschossige Ziegel- und Blausteinbauten mit gleichmäßig angeordneten Rechtecköffnungen sowie mit hohen Mansarddächern, in denen kleine dreieckige Giebelfenster verbaut sind. Lediglich an der linken Schmalseite des hinteren Flügels entlang des Durchgangweges zeigen sich noch Mauerreste aus Bruchstein, die auf den Vorgängerbau schließen lassen.
Hinter dem hinteren Torbogen des Privatweges befindet sich rechtsseitig der Zugang zum Hausgarten, der über eine zehnstufige Gartentreppe erreicht wird, an deren Ende ein schmiedeeisernes Gartentor zwischen zwei viereckigen profilierten Pfeilern mit aufgesetzten Flammentöpfen verankert ist. Schmuckstück des Gartens ist ein kleiner neu errichteter Pavillon auf quadratischem Grundriss mit einem Zeltdach über dem Kreuzrippengewölbe.  
Im Innern des Wohnhauses bezeugt das Gartenzimmer mit offenem Kamin, Stuckdekor und vier gemalten Deckenmedaillons die Wohnkultur vergangener Zeiten.

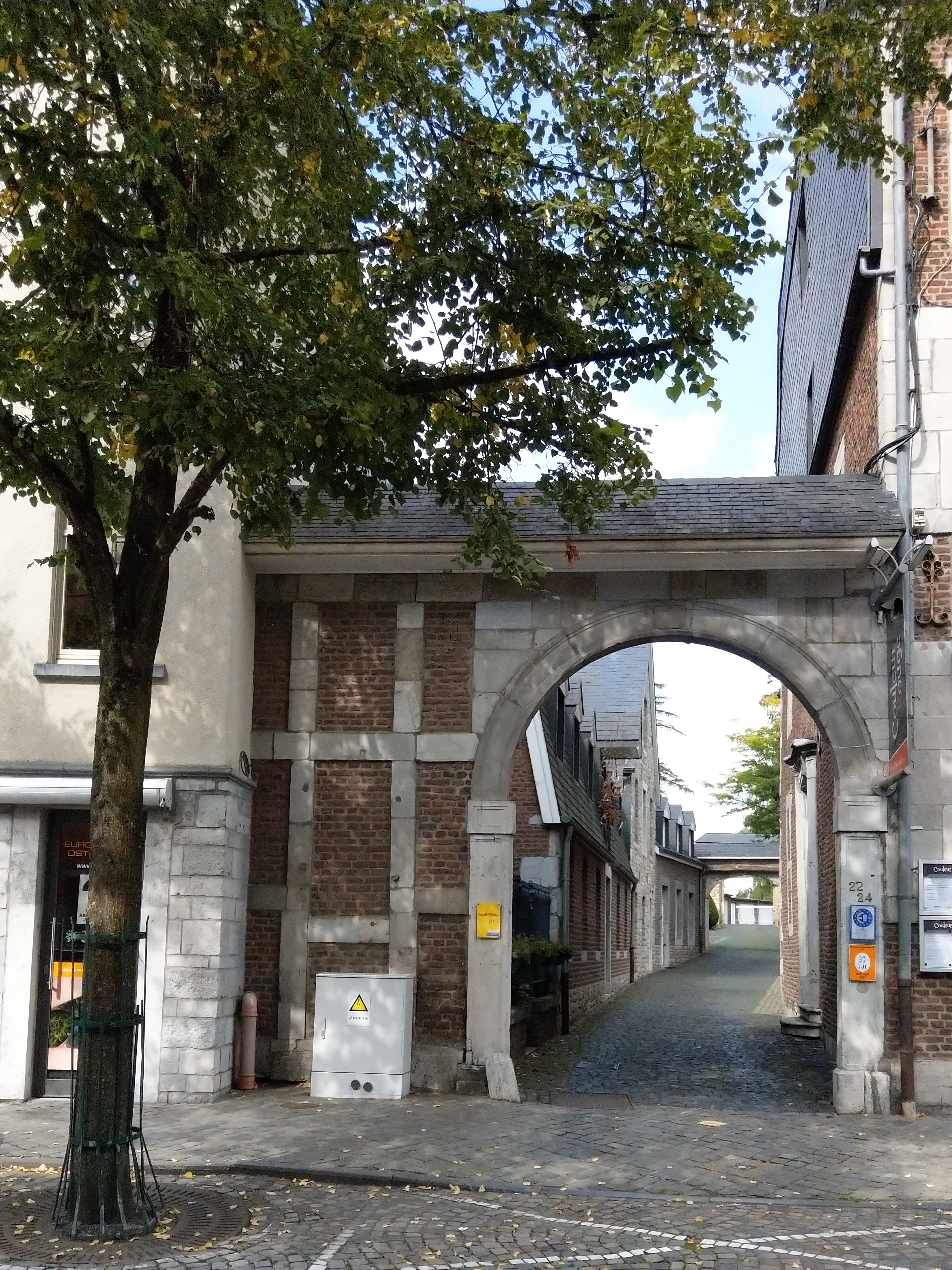
Durchgangsweg mit vorderem und hinterem Torbogen
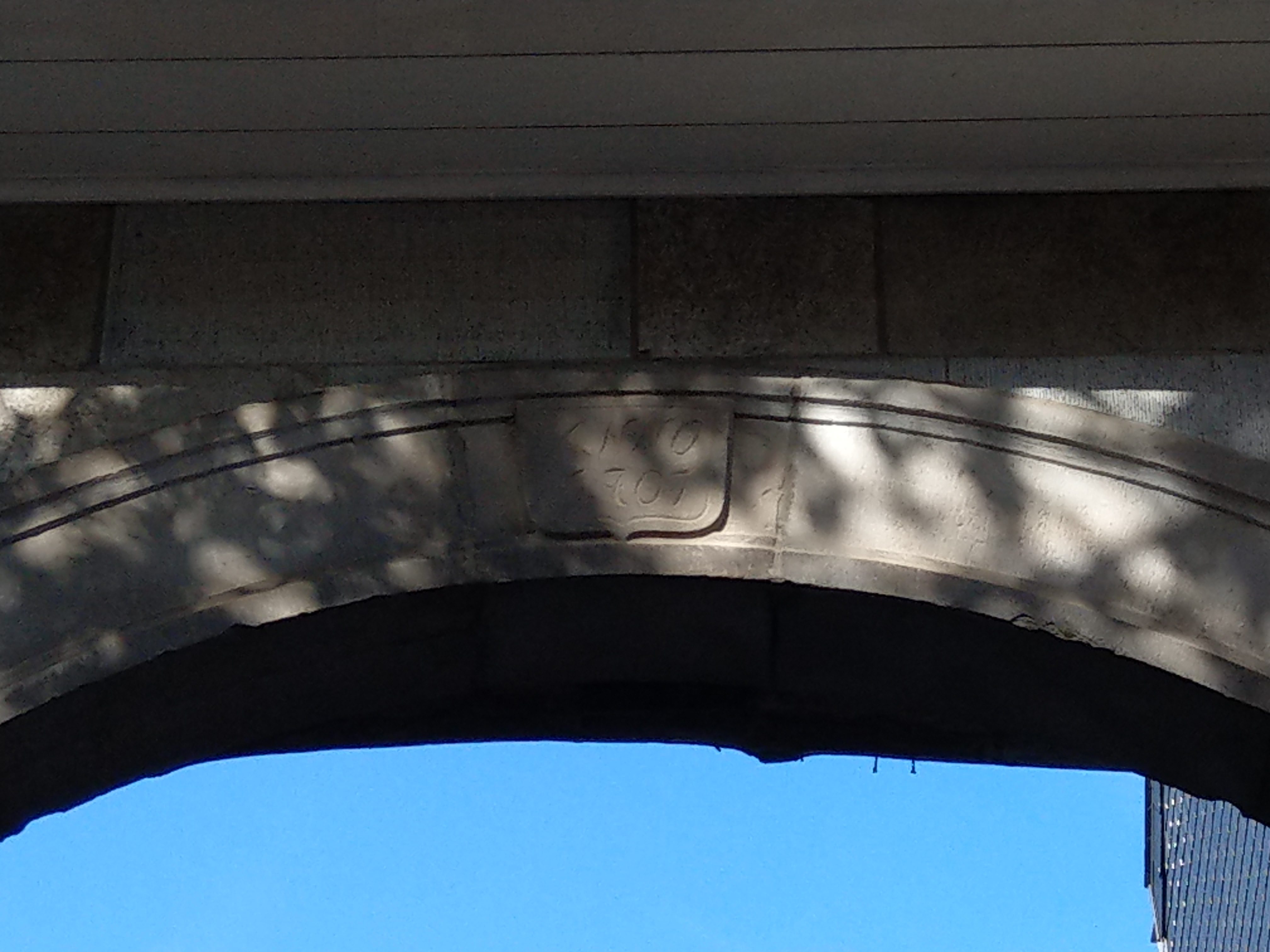
Schlussstein mit Jahreszahl
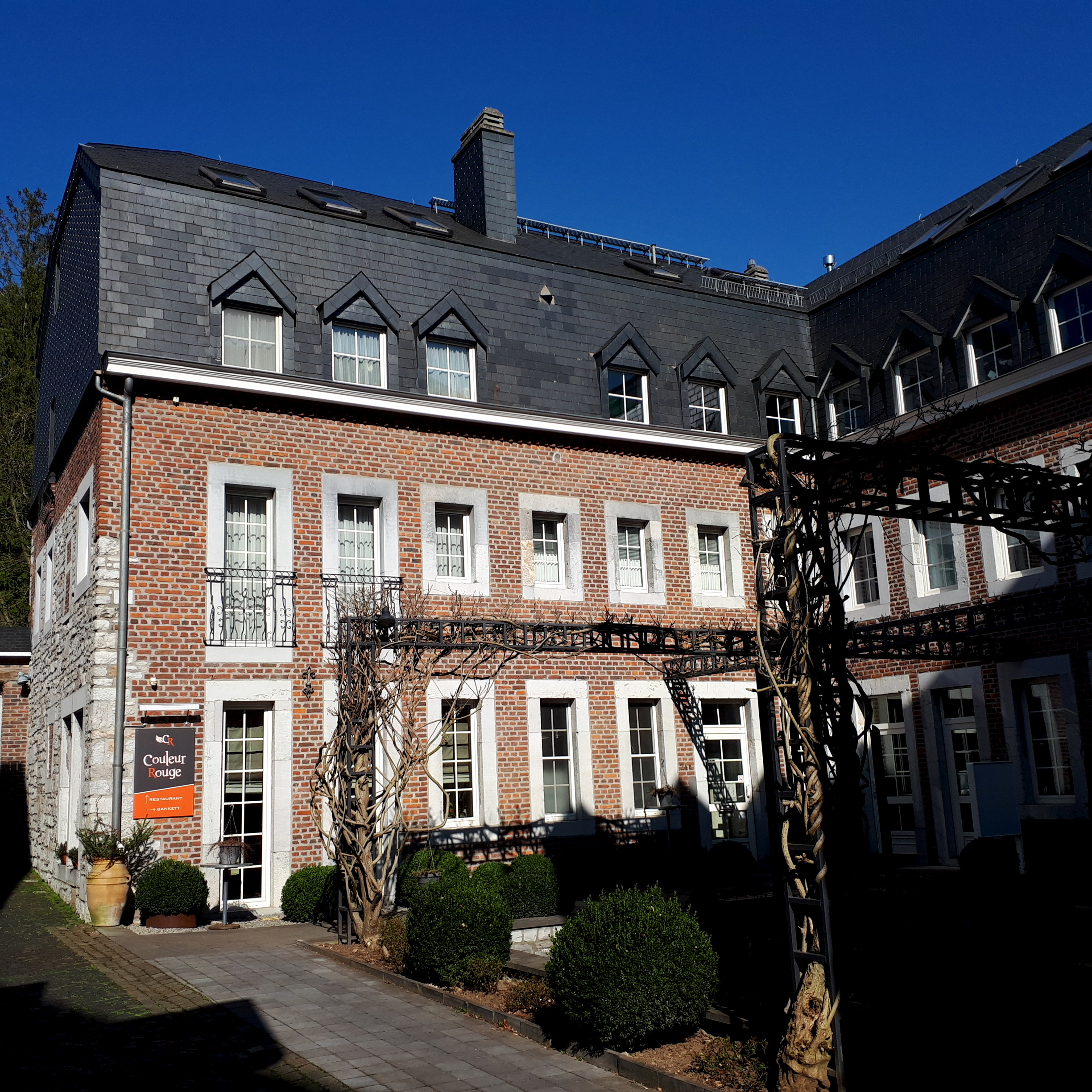
Innenhof mit rückseitigen Flügelanbauten
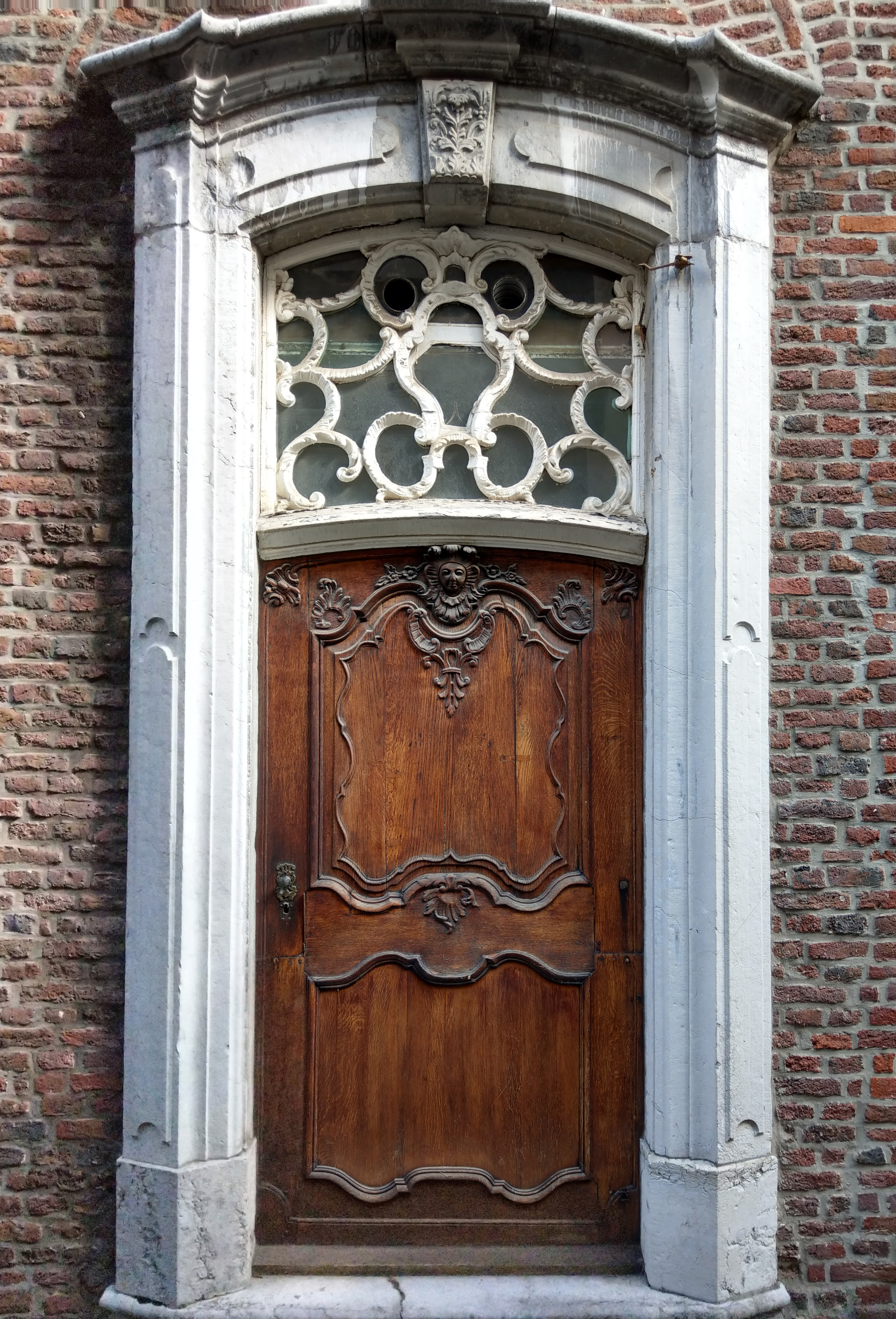
Seitliche barocke Eingangstür
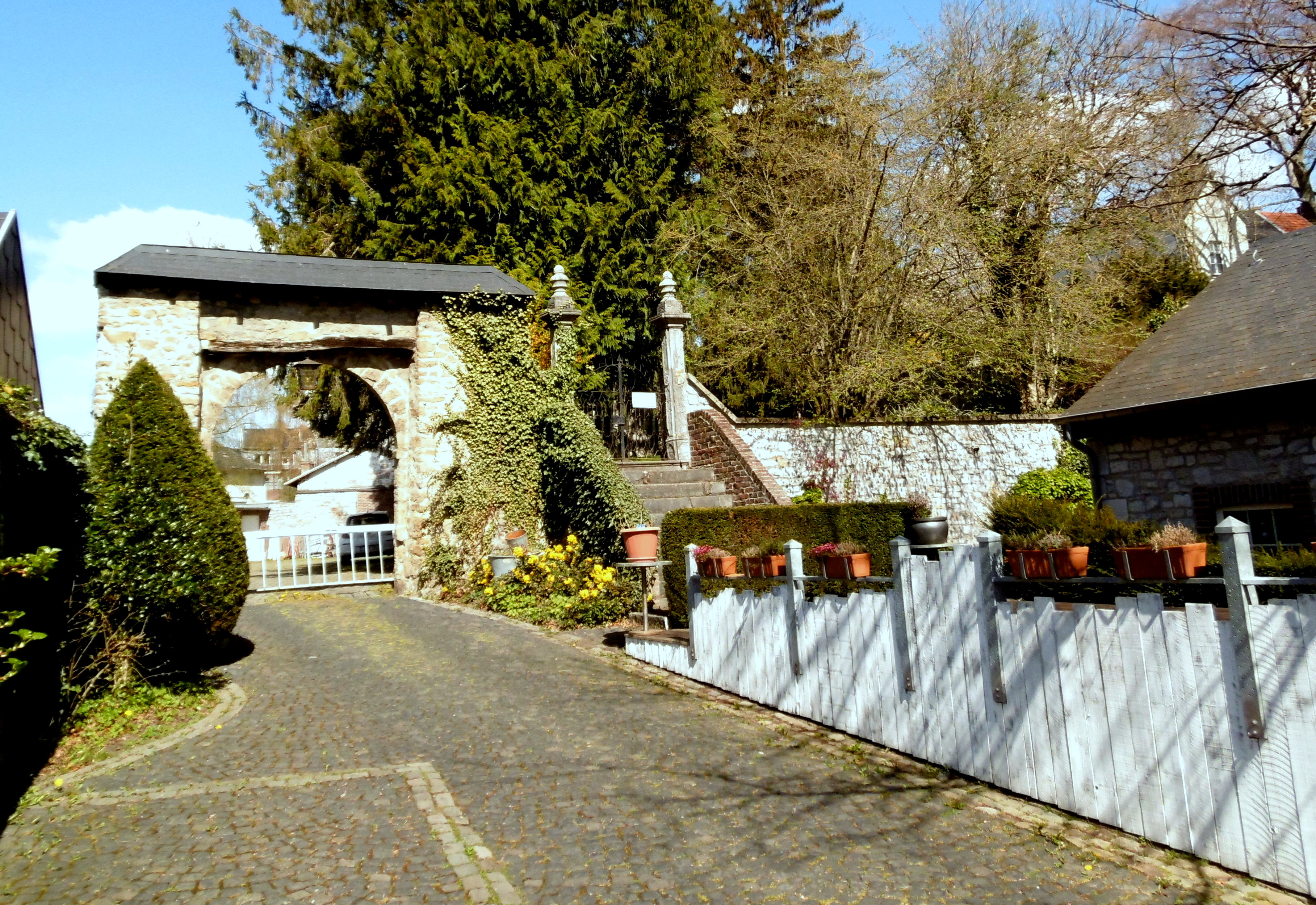
Hintere Toreinfahrt mit Gartenzugang